# Sophie de Schleswig-Holstein-Gottorp
Sophie de Schleswig-Holstein-Gottorp (1er juin 1569, au Château de Gottorf – 14 novembre 1634 à Schwerin) a été régente du duché de Mecklembourg-Schwerin de 1603 à 1608.

## Biographie
Sophie est la fille aînée du duc Adolphe de Holstein-Gottorp et de son épouse Christine de Hesse. Elle épouse le 17 février 1588 à Reinbek le duc Jean VII de Mecklembourg-Schwerin. Jean avait une faiblesse pour le jeu et a été incapable de diriger son pays endetté et corrompu. Sophie a presque vécu dans la pauvreté.
En 1592, son mari est poignardé de sept coups de couteau. Initialement, le duc Ulrich de Mecklembourg-Güstrow a pris la régence et Sophie se retira dans son douaire à Lübz. Le pays a été visiblement diminué par l'administration des gouverneurs envoyés par le duc Ulrich.
Sophia administre son douaire, les districts de Rehna et Wittenburg très prudemment et soigneusement. Après la mort du duc Ulrich en 1603, le duc Charles Ier de Mecklembourg-Güstrow demande à Sophie d'administrer la région de Mecklembourg-Schwerin au nom de son fils mineur. Elle a relevé le défi et a agi énergiquement contre les abus de l'administration précédente et réussi à améliorer la situation financière du duché.
En 1608, le duc Charles demande à l'empereur de déclarer majeur le fils aîné de Sophie. Son fils avait été séparé d'elle pendant un certain temps. Au cours de son règne, le pays a sombré à nouveau dans le chaos financier. Sophie est retournée à Lübz. En 1628, Wallenstein conquis Mecklembourg et force son fils à quitter le pays. Cependant, il l'a laissée en paix.
Sophie est décédé le 14 novembre 1634. 

## Descendance
- Adolphe-Frédéric Ier de Mecklembourg-Schwerin, duc de Mecklembourg-Schwerin de 1592 à 1628 et de 1631 à 1658.
- Jean-Albert II de Mecklembourg-Güstrow, duc de Mecklembourg-Güstrow de 1592 à 1628 et de 1631 à 1636.
- Anna Sophie (1591-1648)